# Tough Love (Jessie Ware)
Tough Love è il secondo album discografico in studio della cantautrice inglese Jessie Ware, pubblicato nel 2014.

## Tracce
1. Tough Love – 3:26 (Jessie Ware)
2. You & I (Forever) – 3:58 (Ware, Miguel)
3. Cruel – 3:52 (Ware, James Ford, Dave Okumu)
4. Say You Love Me – 4:17 (Ware, Ed Sheeran)
5. Sweetest Song – 3:27 (Ware, Okumu, Sam Dew)
6. Kind Of...Sometimes...Maybe – 3:34 (Ware, Miguel)
7. Want Your Feeling – 4:21 (Ware, Dev Hynes)
8. Pieces – 3:25 (Ware, Jimmy Napier, William Phillips)
9. Keep On Lying – 3:28 (Ware, Julio Bashmore, Dew)
10. Champagne Kisses – 3:22 (Ware, Dew)
11. Desire – 3:11 (Ware, Paul Jefferies, Daniel Daley)